# Santana (Album)
Santana ist das Debütalbum der vom Gitarristen Carlos Santana gegründeten Latin-Rock-Band Santana aus San Francisco. Es wurde im August 1969 kurz nach dem Auftritt der Band beim Woodstock-Festival bei Columbia Records veröffentlicht.

## Das Album
Seit ihrer Gründung als Carlos Santana Blues Band hatte sich die Band in der Bay Area einen Ruf als Liveband erworben und gehörte zu den Stammbands in Bill Grahams Fillmore West. Der Auftritt der Band in Woodstock gehörte zu den Erregendsten des Festivals. So befinden sich auf dem Album zum großen Teil improvisiert wirkende Instrumentalstücke aus dem damaligen Liveprogramm der Band, sowie zwei Coverversionen, Jingo und Evil Ways, die beide zur Single-Veröffentlichung ausgewählt wurden. Auf dem Album ist bereits der für Santana typische perkussionslastige, von Rockgitarre und Orgelklängen geprägte Latin Rock zu hören.
Das Cover, das in Form eines Vexierbildes einen Löwenkopf zeigt, dessen Gesicht aus Menschenköpfen und -körpern gebildet wird, hatte Lee Conklin bereits im Jahr 1968 ursprünglich für eine Konzertveranstaltung im Fillmore West geschaffen, bei der Santana neben u. a. Grateful Dead auftraten. Nach einer Anfrage Carlos Santanas wurde es als Albumcover verwendet.

## Rezeption
Santana erreichte Platz 4 in den Billboard 200 und die Single Evil Ways die Top Ten der Single-Charts. Das früher veröffentlichte Lied Jingo war weniger erfolgreich.
Nach Carl Hoyt von allmusic hat „Santana seine eigene Abteilung in der Latin Rock Hall of Fame, weder afro-kubanisch mit Rockgitarre spielend wie Malo noch Mainstream-Rock mit Percussion würzend wie Chicago.“ Er gab dem Album viereinhalb von fünf möglichen Sternen.
In der Liste der 500 Greatest Albums of All Time der Zeitschrift Rolling Stone steht das Album auf Platz 149. Es „enthüllt Carlos Santanas einzigartige Mischung aus Lateinamerikanischen Rhythmen, Rockgitarre und lyrischem Blues.“

## Titelliste

### Seite 1
1. Waiting (Santana) – 4:07
2. Evil Ways (Clarence „Sonny“ Henry) – 3:58
3. Shades of Time (Rolie/Santana) – 3:13
4. Savor (Santana/Rolie/Areas/Brown/Carabello/Shrieve) – 2:47
5. Jingo (Babatunde Olatunji) – 4:23

### Seite 2
1. Persuasion (Santana/Rolie/Areas/Brown/Carabello/Shrieve) – 2:36
2. Treat (Santana/Rolie/Areas/Brown/Carabello/Shrieve)  – 4:46
3. You Just Don’t Care (Santana/Rolie/Areas/Brown/Carabello/Shrieve) – 4:37
4. Soul Sacrifice (Santana/Rolie/Marcus Malone/David Brown) – 6:34

### CD
Die CD-Veröffentlichung von 1998 enthält zusätzlich die beim Woodstock-Festival (Samstag, 16. August 1969) aufgenommenen Titel:
1. Savor (Santana/Rolie/Areas/Brown/Carabello/Shrieve) – 5:27
2. Soul Sacrifice (Santana/Rolie/Marcus Malone/David Brown) – 11:39 *
3. Fried Neckbones (Willie Bobo/Melvin Lastie) – 7:13

* Bereits auf dem Woodstock-Album (Cotillion SD3-500), Juli 1970 veröffentlicht

## Nachweise
1. 1 2  Cover Story – Santana’s Santana (Memento des Originals vom 7. August 2016 im Internet Archive)  Info: Der Archivlink wurde automatisch eingesetzt und noch nicht geprüft. Bitte prüfe Original- und Archivlink gemäß Anleitung und entferne dann diesen Hinweis.
2. ↑  Santana im Rolling Stone
3. ↑  Das Konzertplakat
4. ↑  Santana in den US-Charts bei AllMusic (englisch)
5. ↑  Santana bei AllMusic (englisch)
6. ↑  Santana in der RS-Liste (Memento des Originals vom 8. Juni 2016 im Internet Archive)  Info: Der Archivlink wurde automatisch eingesetzt und noch nicht geprüft. Bitte prüfe Original- und Archivlink gemäß Anleitung und entferne dann diesen Hinweis.
7. ↑  Titel der CD bei discogs